# Aga Khan-universitetet
Aga Khan-universitetet (engelska: Aga Khan University) är ett privat men icke vinstdrivande forkningsuniversitet i Karachi, Pakistan. Det är en del av Aga Khan Development Network. Universitetet grundades år 1983, då det blev Pakistans första privata universitet. Utöver verksamheten i Pakistan har universitetet också verksamhet i Afghanistan, Kenya, Tanzania, Uganda och Storbritannien.
Sedan 2021 har Sulaiman Shahabuddin fungerat som universitets president. År 2025 hade universitetet 3986 studenter och 17 031 personer i personalen. Universitets maskot är en leopard.
Administrativt delas universitetet på följande sätt:
- Pakistan
  - fakultet för sjukvård och barnmorskor
  - fakultet för medicin
  - fakultet för undervisningsutveckling
  - fakultet för humaniora
- Uganda
  - fakultet för sjukvård och barnmorskor
- Kenya
  - fakultet för sjukvård och barnmorskor
  - fakultet för medicin
  - fakultet för kommunikationsvetenskaper
  - fakultet för mänsklig utveckling
- Tanzania
  - fakultet för sjukvård och barnmorskor
  - fakultet för medicin
  - fakultet för undervisningsutveckling
- Storbritannien
  - fakultet för muslimsk civilisation